# George Spencer-Churchill, 6. Duke of Marlborough

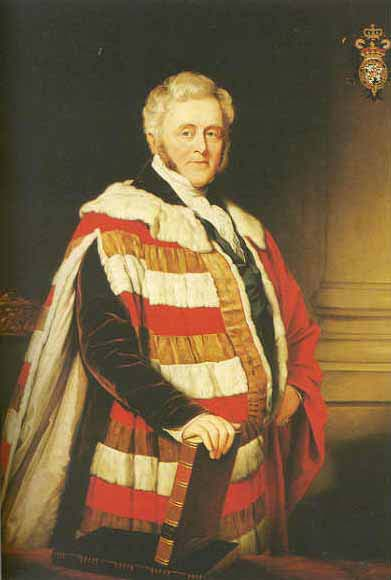
George Spencer-Churchill, 6. Duke of Marlborough

George Spencer-Churchill, 6. Duke of Marlborough (* 27. Dezember 1793 in Hurst, Berkshire; † 1. Juli 1857 in Blenheim Palace, Woodstock) war ein britischer Adliger und Politiker.

## Leben
Er wurde 1793 unter dem Namen George Spencer als ältester Sohn von George Spencer-Churchill, 5. Duke of Marlborough, und seiner Gattin Lady Susan Stewart auf dem Landsitz Bill Hill in Hurst in Berkshire geboren. 1817 ergänzte sein Vater den Familiennamen zu „Spencer-Churchill“. Als Heir apparent seines Vaters führte von 1793 bis 1817 den Höflichkeitstitel Earl of Sunderland und von 1817 bis 1840 den Höflichkeitstitel Marquess of Blandford.
Er besuchte von 1805 bis 1811 das Eton College und studierte anschließend bis 1818 am Christ Church College der Universität Oxford. Nach Abschluss seines Studiums wurde er ins britische House of Commons gewählt und war dort Abgeordneter für die Boroughs Chippenham (1818–1820) und Woodstock (1826–1835 und 1838–1840). Im Parlament gehörte er der Conservative Party an. Beim Tod seines Vaters erbte er 1840 dessen Adelstitel als 6. Duke of Marlborough, wurde dadurch Mitglied des House of Lords und schied aus dem House of Commons aus.
Von 1842 bis 1857 hatte er auch das Amt des Lord Lieutenant von Oxfordshire inne.

## Ehen und Nachkommen
Aus einer außerehelichen Beziehung mit seiner Cousine zweiten Grades väterlicherseits, Harriet Caroline Octavia Spencer (1798–1831), 1819 Gattin des Karl Theodor von Westerholt (1795–1863), hatte er eine illegitime Tochter:
- Susan Harriett Elizabeth Churchill (1818–1887) ⚭ 1837 Aimé Timothée Cuénod.

Später war er dreimal verheiratet. In erster Ehe heiratete er 1819 seine Cousine mütterlicherseits Lady Jane Stewart (1798–1844), eine Tochter des George Stewart, 8. Earl of Galloway. Aus dieser Ehe gingen vier Kinder hervor:
- Lady Louisa Spencer-Churchill (1820–1882) ⚭ 1845 Hon. Robert Spencer;
- John Winston Spencer-Churchill, 7. Duke of Marlborough (1822–1883);
- Lord Alfred Spencer-Churchill (1824–1893), MP;
- Lord Alan Spencer-Churchill (1825–1873).

In zweiter Ehe heiratete er 1846 Hon. Charlotte Augusta Flower (1818–1850), eine Tochter des Henry Flower, 4. Viscount Ashbrook. Mit ihr hatte er zwei Kinder:
- Lord Almeric Athelstan Spencer-Churchill (1847–1856);
- Lady Clementina Augusta Spencer-Churchill (1847–1886) ⚭ (1) 1866 John Pratt, 3. Marquess Camden, ⚭ (2) 1876 Captain Philip Green.

In dritter Ehe heiratete er 1851 seine Cousine mütterlicherseits Jane Francis Clinton Stewart (1817–1897), mit der er einen Sohn hatte:
- Lord Edward Spencer-Churchill (1853–1911).